# Filip Ristanic
Filip Ristanic (* 30. Jänner 2004) ist ein österreichischer Fußballspieler.

## Karriere

### Verein
Ristanic begann seine Karriere beim SV Wienerberg. Zur Saison 2017/18 wechselte er in die Jugend des FC Admira Wacker Mödling, bei dem er ab der Saison 2018/19 auch in der Akademie spielte. Zur Saison 2020/21 rückte Ristanic, der bis zu jenem Zeitpunkt noch nicht einmal für die Amateure gespielt hatte, in den Profikader der Niederösterreicher. Sein Profidebüt gab er im August 2020 im Erstrundenspiel des ÖFB-Cups gegen den WSC Hertha Wels. In der Saison 2020/21 kam er allerdings in der Liga nie zum Einsatz, für die Amateure der Niederösterreicher kam er bis zum Saisonabbruch in der Regionalliga viermal zum Einsatz.
Im Juli 2021 debütierte der Angreifer schließlich auch in der Bundesliga, als er am ersten Spieltag der Saison 2021/22 gegen die WSG Tirol in der Startelf stand.

### Nationalmannschaft
Ristanic spielte im Oktober 2018 erstmals für eine österreichische Jugendnationalauswahl. Im Oktober 2020 debütierte er gegen Slowenien für die U-17-Mannschaft. Im März 2022 gab er gegen Italien sein Debüt im U-18-Team.